# Kwak Do-won
Dans ce nom coréen, le nom de famille, Kwak, précède le nom personnel.
Kwak Do-won (coréen : 곽도원) est un acteur sud-coréen, né le 17 mai 1973.

## Filmographie

### Films
- 2008 : Le Bon, la Brute et le Cinglé (좋은 놈, 나쁜 놈, 이상한 놈) de Kim Jee-woon
- 2009 : Hand Phone (핸드폰) de Kim Han-min : un policier
- 2009 : Sisters on the Road (지금, 이대로가 좋아요) de Boo Ji-young : un chauffeur de camion
- 2009 : Mother (마더) de Bong Joon-ho : l'homme au feu à charbon
- 2010 : The Man from Nowhere (아저씨) de Lee Jeong-beom : le commissaire Kim
- 2010 : Midnight FM (심야의 FM) de Kim Sang-man : le reporter Jang
- 2010 : Hero (히어로) de Kim Hong-ik : un professeur
- 2010 : The Murderer (황해) de Na Hong-jin : le professeur Kim Seung-hyeon
- 2011 : Head (헤드) de Cho Un
- 2012 : Nameless Gangster (범죄와의 전쟁 : 나쁜놈들 전성시대) de Yoon Jong-bin : Jo Beom-seok
- 2012 : Love Fiction (러브픽션) de Jeon Gye-soo : le réalisateur Hwang
- 2012 : Ghost Sweepers (점쟁이들) de Sin Jeong-won : le moine
- 2012 : A Company Man (회사원) de Lim Sang-yoon : Kwon Jong-tae
- 2013 : The Agent (베를린) de Ryoo Seung-wan : l'enquêteur
- 2013 : An Ethics Lesson (분노의 윤리학) de Park Myeong-rang : Soo-taek
- 2013 : The Attorney (변호인) de Yang Woo-seok : Cha Dong-yeong
- 2014 : When A Man Loves A Woman (남자가 사랑할 때) de Yang Woo-seok : Yeong-il
- 2014 : Mad Sad Bad (신촌좀비만화) de Han Ji-seung, Kim Tae-yong et Ryoo Seung-wan : un fantôme
- 2014 : Tazza: The Hidden Card (타짜-신의 손) de Kang Hyeong-cheol : Jang Dong-sik
- 2015 : Barracks (살인캠프) de Lee Sang-bin : le chauffeur de bus
- 2015 : The Shameless (무뢰한) de Oh Seung-wook : Moon Gi-beom
- 2015 : The Joseon Magician (조선마술사) de Kim Dae-seung : Gwi-mol
- 2016 : Gokseong (곡성) de Na Hong-jin : Jong-goo, le policier (personnage principal)
- 2017 : Steel Rain de Yang Woo-seok : Kwak Cheol-woo
- 2020 : Steel Rain 2: Summit de Yang Woo-seok

Prochainement
- 2016 : Asura (아수라) de Kim Seong-su : Kim Cha-in

### Séries télévisées
- 2012 : Ghost (유령) de Kim Hyeong-sik et Park Shin-woo : Kwon Hyeok-joo
- 2013 : Good Doctor (굿닥터) de Ki Min-soo et Kim Jin-woo : Kang Hyeon-tae
- 2013 : Suspicious Housekeeper (굿닥터) de Kim Hyeong-sik : l'époux de Park Bok-nyeo